# 王慰慈
王慰慈（英文名：Weitsy Wang，1957年 －），生於台灣台北市。影像創作及研究者，研究領域包括紀錄片歷史與美學、女性影像研究、性別與媒體再現。畢業於文化大學戲劇系、美國加州大學洛杉磯分校電影電視創作研究所。曾擔任台灣眾多電影相關獎項及獎助計畫評審，也曾任台灣女性影像學會理事長，籌辦多屆台灣國際女性影展。現為淡江大學大眾傳播系副教授、台灣女性影像學會常務監事。

## 作品

### 專書
- 2000年《紀錄台灣：台灣紀錄片與新聞片影人口述》，共同編著。
- 2000年《記錄與探索︰與大陸紀錄片工作者世紀對話》，著作。
- 2001年《紀錄與探索1990 ~ 2000大陸紀錄片的發展與口述紀錄》，著作。
- 2006年《臺灣當代影像：從紀實到實驗》，編著。

### 影視作品
- 1986年《英語會話》劇情短片，導演。
- 1990年《雙足立雙天》紀錄片，導演。
- 1992年《台灣童顏》紀錄片，導演。
- 1993年《陽光百合》劇情短片，導演。
- 1994年《用愛彌補紀實報導系列》紀錄片，導演。（獲台北電影獎評審特別獎）
- 1997年《台灣史前文化尋根之旅》紀錄片，導演。
- 2015年《數學女鬥士徐道寧》紀錄片，與文化大學戲劇系教授井迎兆共同執導。
- 2017年《學數學的女孩們》紀錄片，與文化大學戲劇系教授井迎兆共同執導。（獲第51屆「休士頓國際影展」教育類白金獎[7]）

## 外部連結
- 淡江大學大眾傳播學系 （页面存档备份，存于）
- 台灣女性影像學會 （页面存档备份，存于）
- 台灣國際女性影展 （页面存档备份，存于）